# Episodi di Mannix (quarta stagione)
La quarta stagione della serie televisiva Mannix è stata trasmessa in anteprima negli Stati Uniti d'America dalla CBS tra il 19 settembre 1970 e il 13 marzo 1971.
| nº | Titolo originale          | Titolo italiano | Prima TV USA      | Prima TV Italia |
| -- | ------------------------- | --------------- | ----------------- | --------------- |
| 1  | A Ticket to the Eclipse   |                 | 19 settembre 1970 |                 |
| 2  | One for the Lady          |                 | 26 settembre 1970 |                 |
| 3  | Time Out of Mind          |                 | 3 ottobre 1970    |                 |
| 4  | Figures in a Landscape    |                 | 10 ottobre 1970   |                 |
| 5  | The Mouse That Died       |                 | 17 ottobre 1970   |                 |
| 6  | The Lost Art of Dying     |                 | 24 ottobre 1970   |                 |
| 7  | The Other Game in Town    |                 | 31 ottobre 1970   |                 |
| 8  | The World Between         |                 | 7 novembre 1970   |                 |
| 9  | Sunburst                  |                 | 14 novembre 1970  |                 |
| 10 | To Cage a Seagull         |                 | 21 novembre 1970  |                 |
| 11 | Bang, Bang, You're Dead   |                 | 28 novembre 1970  |                 |
| 12 | Deja Vu                   |                 | 12 dicembre 1970  |                 |
| 13 | Duet for Three            |                 | 19 dicembre 1970  |                 |
| 14 | Round Trip to Nowhere     |                 | 2 gennaio 1971    |                 |
| 15 | What Happened to Sunday?  |                 | 9 gennaio 1971    |                 |
| 16 | The Judas Touch           |                 | 16 gennaio 1971   |                 |
| 17 | With Intent to Kill       |                 | 23 gennaio 1971   |                 |
| 18 | The Crime That Wasn't     |                 | 30 gennaio 1971   |                 |
| 19 | A Gathering of Ghosts     |                 | 6 febbraio 1971   |                 |
| 20 | A Day Filled with Shadows |                 | 13 febbraio 1971  |                 |
| 21 | Voice in the Dark         |                 | 20 febbraio 1971  |                 |
| 22 | The Color of Murder       |                 | 27 febbraio 1971  |                 |
| 23 | Shadow Play               |                 | 6 marzo 1971      |                 |
| 24 | Overkill                  |                 | 13 marzo 1971     |                 |